# マショナ (小惑星)
マショナ (1467 Mashona) は小惑星帯の外縁部にある小惑星。シリル・ジャクソンがヨハネスブルグのユニオン天文台で発見した。
ローデシア（現：ジンバブエなど）に住んでいたマショナ人に因んで名付けられた。